# 아르노 데플레생
아르노 데플르섕(Arnaud Desplechin, 1960년 10월 31일 ~ )은 프랑스의 영화 감독, 영화 각본가‏이다.

## 작품 목록

### 영화 연출
- 죽은 자들의 삶 (1991, La Vie des morts)
- 파수병 (1992, La Sentinelle)
- 나의 성생활: 나는 어떻게 싸웠는가 (1996, Comment je me suis disputé… (ma vie sexuelle))
- 남성전용회사에서 놀기 (2003, Léo, en jouant « Dans la compagnie des hommes »)
- 킹스 앤 퀸 (2004)
- 사랑 (2007, L'Aimée) - 다큐멘터리
- 크리스마스 이야기 (2008)
- 지미 P (2013, Jimmy P. (Psychothérapie d'un Indien des Plaines))
- La Forêt (2014)
- 마이 골든 데이즈 (2015)
- 이스마엘의 유령 (2017)
- 오 머시! (2019, Roubaix, une lumière)
- 디셉션 (2021, Tromperie)
- 브라더 앤 시스터 (2022, Frère et Sœur)

### 영화 각본
- 동정없는 세상 (1989, Un monde sans pitié)

### 영화 출연
- 프랑수와 트뤼포 - 열정의 삶 (2004, François Truffaut, une autobiographie) - 본인 (TV 다큐멘터리)
- 선택된 사랑 (2008, Choisir d'aimer) - 해설
- 히치콕 트뤼포 (2015, Hitchcock/Truffaut) - 본인 (다큐멘터리)